# Демократическая Республика Йемен
Демократическая Республика Йемен (араб. جمهورية اليمن الديمقراطية‎) — государство на юге Йемена, было образовано 21 мая 1994 года. Лидерами данного государства были бывшие руководители Народно-Демократической Республики Йемен, деятели Йеменской социалистической партии, такие, как Аль-Бейд и Аттас, а также их былые оппоненты (но также сторонники южной сецессии) вроде Абдаллы аль-Аснаджа. За всё время независимости продолжалась гражданская война между войсками ДРЙ и Северным Йеменом (21 мая 1994 – 7 июля 1994).

## История

### Начало Гражданской войны в Йемене
Вскоре после воссоединения страны начались трения между правящими партиями — марксистской Йеменской социалистической партией, правившей ранее в НДРЙ и ВНК, правившей в ЙАР.
К началу 1994 года проблемы достигли точки кипения. Подразделения армий НДРЙ и ЙАР так и не были до конца интегрированы, существовали сами по себе, к началу конфликта армия НДРЙ насчитывала около 40 тыс. военных, ЙАР — около 20 тыс. В апреле 1994 г. конфликт начался со столкновений между отдельными подразделениями этих армий. 27 апреля начались крупномасштабные военные действия. Началом стало танковое сражение в Амране, в 60 км к северу от Саны. В битве участвовало около 200 танков; 85 штук было повреждено, около 400 человек были убиты.
Ночью 4 мая авиация юга атаковала Сану, Таиз и Ходейду. 5 мая армия ЙАР провела свой авиаудар, был поврежден ВПП в Адене. В приграничных районах начались бои. США и Франция приступили к эвакуации иностранных граждан.

### Сецессия
21 мая 1994 года была провозглашена Демократическая Республика Йемен, на территории бывшей НДРЙ, в руководящие органы которой вербовали все возможные политические группы.

### Международная реакция
В Совете Безопасности ООН вопрос по Йемену обсуждался 1 июня 1994 году, хотя йеменские представители и возмущались вмешательством во внутренние дела страны. По итогам обсуждения единогласно принята резолюция 924 с призывом прекратить огонь и направить комиссию для более детального исследования вопроса. Оформлял проект резолюции саудовский дипломат принц Бандар бин Султан, в нем не было никаких указаний на сохранение единства Йемена. После этого Саудовская Аравия поддержала ДРЙ в заседании МИД стран Персидского залива. Было принято резюме, где де-факто признавалось ДРЙ и было осуждено север за конфликт. Ирак и Судан вроде бы помогали северу, но вслух этот факт отрицали.

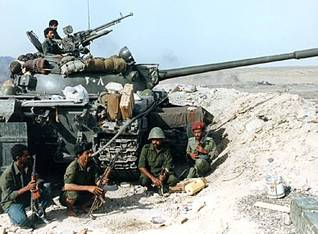
Бойцы южных сепаратистов укрываются за танком Т-55

Однако против ожиданий ДРЙ акт сецессии не был международно признан никем, кроме Сомали, и даже Саудовская Аравия отступилась от поддержки нового государства, в чем видят значительное влияние США, не заинтересованных в дестабилизации региона наряду с основными нефтяными путями.

### Окончание Гражданской войны
К началу июня 1994 году силы севера подошли к Адену, обстреливая город артиллерией и авиацией. 6 июня было заключено соглашение о прекращении огня, но переговоры затянулись, поскольку юг настаивал на статусе равноправных государств и немедленном введении миротворческого контингента с размещением его вдоль бывшей государственной границы. Армия севера вошла 4 июля 1994 года в северный пригород Адена. 7 июля 1994 года был захвачен весь город, при этом дошел до рукопашных стычек. Аден подвергся жестокому разграблению. Гражданская война таким образом фактически кончилась.
Али Салем аль-Бейд и тысячи его сторонников перебрались в Оман и Саудовскую Аравию и пообещали продолжение борьбы. Однако попытка организовать в Саудовской Аравии вооруженную оппозицию не принесла существенного результата.

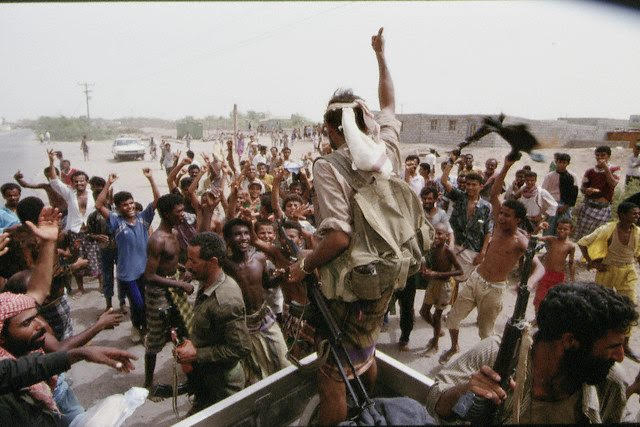
Вооружённые йеменские племена на стороне южан

По окончании боевых действий президент Али Абдалла Салех объявил всеобщую амнистию, которая распространялась на всех участников конфликта, за исключением группы из 16 человек, в отношении которых в начале мая был издан указ об аресте за государственную измену. Правительство подготовило судебные иски в отношении четырех южан — Али Салема аль-Бейды, Хейдара Абу Бакра аль-Аттасу, Абд ар-Рахмана Али аль-Джифри и Салеха Мунассара аль-Сийя, обвиненных в незаконном присвоении государственных средств. Остальные в этом списке неофициально было предложено вернуться, чтобы воспользоваться амнистией, но большинство осталось за пределами страны.
В сентябре 1994 года были приняты поправки к конституции, отмененной президентским советом. 1 октября 1994 года президент Али Абдалла Салех был переизбран парламентом на 5-летний срок. Им был назначен Совет министров и сформировано коалиционное правительство.

### Потери и убытки
Администрация в Сане отчиталась, что в военных действиях был 931 человек убит, 5000 ранены, общий ущерб составил 8 млрд. долларов США, но по поводу потерь существуют разногласия. По другим данным в ходе боев погибли 7 тыс. человек и 16 тыс. были ранены.